# Beatriz Boza
Ana Beatriz Boza Dibós (Lima, 30 de junio de 1962) es una abogada y exfuncionaria peruana.

## Biografía
Hija de Carlos Pablo Boza Vega-León y Rosa Dibós Cauvi. Es hermana del deportista Francisco Boza Dibós, sobrina de los políticos Eduardo Dibós Dammert y Eduardo Dibós Chappuis y tataranieta de la filántropa Juana Alarco de Dammert.
Realizó sus estudios escolares en el Colegio Alexander von Humboldt de Lima y curso estudios superiores en la Facultad de Derecho de la Pontificia Universidad Católica del Perú (PUCP), donde obtuvo el título de abogada (1986). Durante su estada en esta universidad, fue directora y editora de la revista Thémis. Posteriormente, realizó estudios de postgrado en la Yale University, donde obtuvo un Master of Laws (1988); la Universidad de Piura (2000); la Adólfo Ibáñez School of Management de Miami, donde realizó el programa de MBA; y el Tavistock Institute de Londres (2017). 
Desde 1987 hasta 1995 ejerció la práctica legal en Nueva York, primero, como asociada de Curtis, Mallet-Prevost, Colt & Mosle y, luego, de Shearman & Sterling, así como presidenta del Comité de Asuntos Interamericanos de la Asociación de Abogados de aquel Estado (1993-1996). En 1995, el Gobierno peruano la designó presidenta del directorio de Indecopi y, al año siguiente, de PromPerú, cargos a los que renunció en agosto de 2000. 
En 2001, fue nombrada jefa del gabinete de asesores del Ministerio de Economía y Finanzas, desde donde impulsó mecanismos de transparencia económica y fiscal. Al año siguiente, obtuvo la Yale World Fellowship y fundó Ciudadanos al Día (CAD), think tank sobre transparencia y gobernabilidad que dirige hasta la actualidad. En 2006, el Congreso de la República la eligió como miembro del directorio del Banco Central de Reserva, puesto en el que permaneció hasta el 2012.
Desde el 2012 es socia Ernst & Young, donde lidera el área regional de gobernanza corporativa. Asimismo, actualmente es directora de programa en la Pacífico Business School y profesora de la Facultad de Derecho de la (PUCP).

## Publicaciones
- Invirtiendo en el Perú: guía legal de negocios (1994)
- Lessons from the first five years of Indecopi: Peru's experience in market regulatory reform 1993-1998 (1998)
- El rol del Estado en la promoción-país: hacia una auditoría académica de PromPerú (2000)
- The role of the State in competition and intellectual property policy in Latin America: towards an academic audit (c) of Indecopi (2000)
- Acceso a la información del Estado: Marco legal y buenas prácticas (2004)
- Canon minero: caja chica o planca para el desarrollo? (2006)
- Ética y responsabilidad profesional del abogado (2008)
- Buenas prácticas en gestión pública: sistemas de gestión interna (2011)
- Empresarios: 14 decisiones empresariales que han transformado el Perú (2015)